# Neumichtis nigerrima
Neumichtis nigerrima là một loài bướm đêm thuộc họ Noctuidae. Loài này có ở the Lãnh thổ Thủ đô Úc, New South Wales, Queensland, Nam Úc, Tasmania, Victoria và Tây Úc.

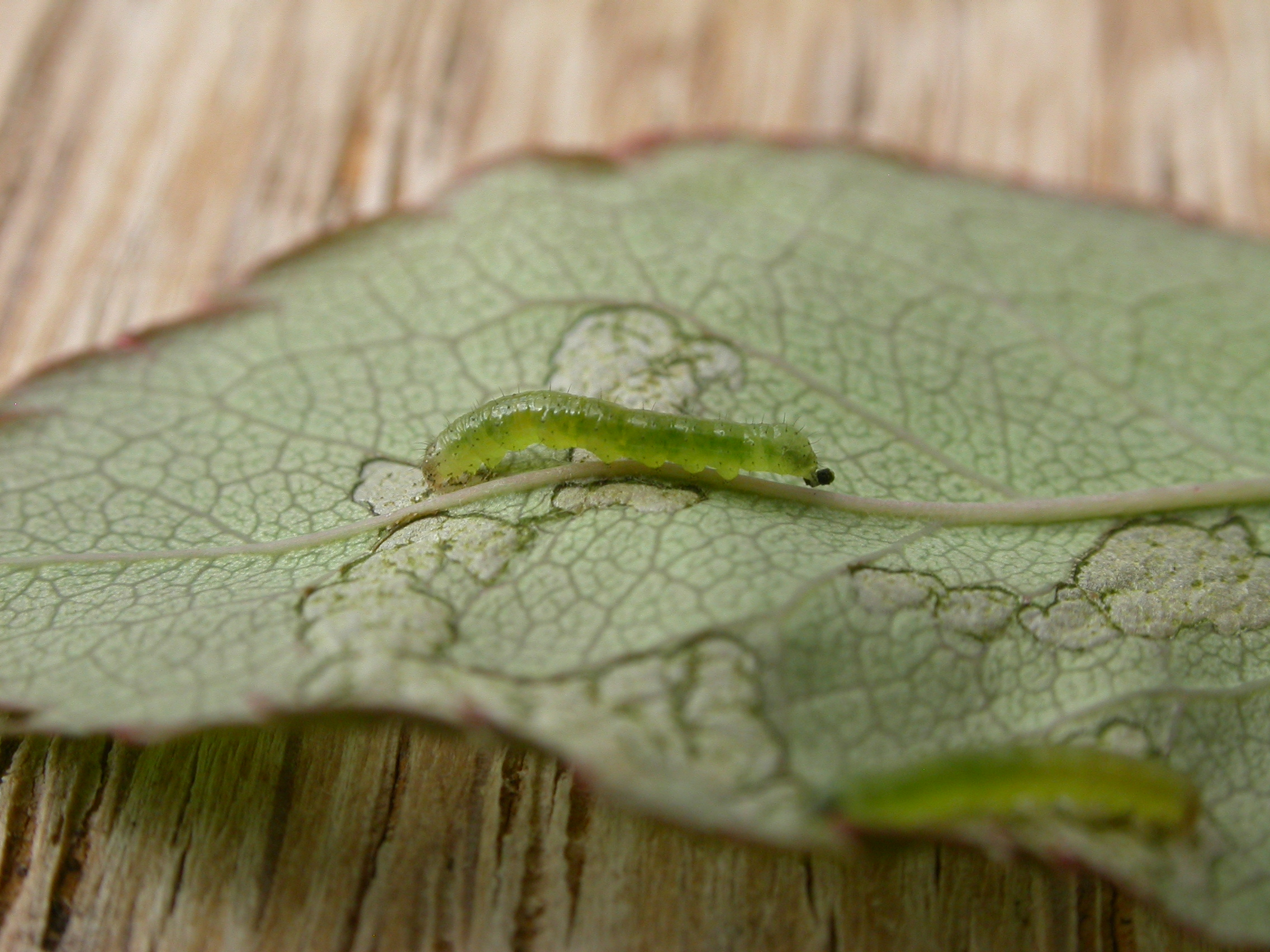
Nhộng

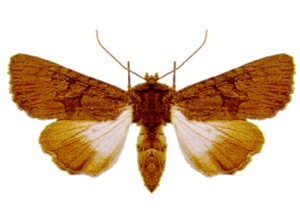
Mounted

Sải cánh dài khoảng 40 mm. Cánh trước có màu từ nâu đậm sang đen. Cánh sau màu nhạt với các ranh giới đen rộng.
Larvae have been recorded as feeding on Saccharum, Solanum tuberosum, Beta vulgaris, Brassica rapa, Trifolium, Petrorhagia và Mentha. Ấu trùng non màu xanh lá cây với các sọc nhạt.

## Hình ảnh

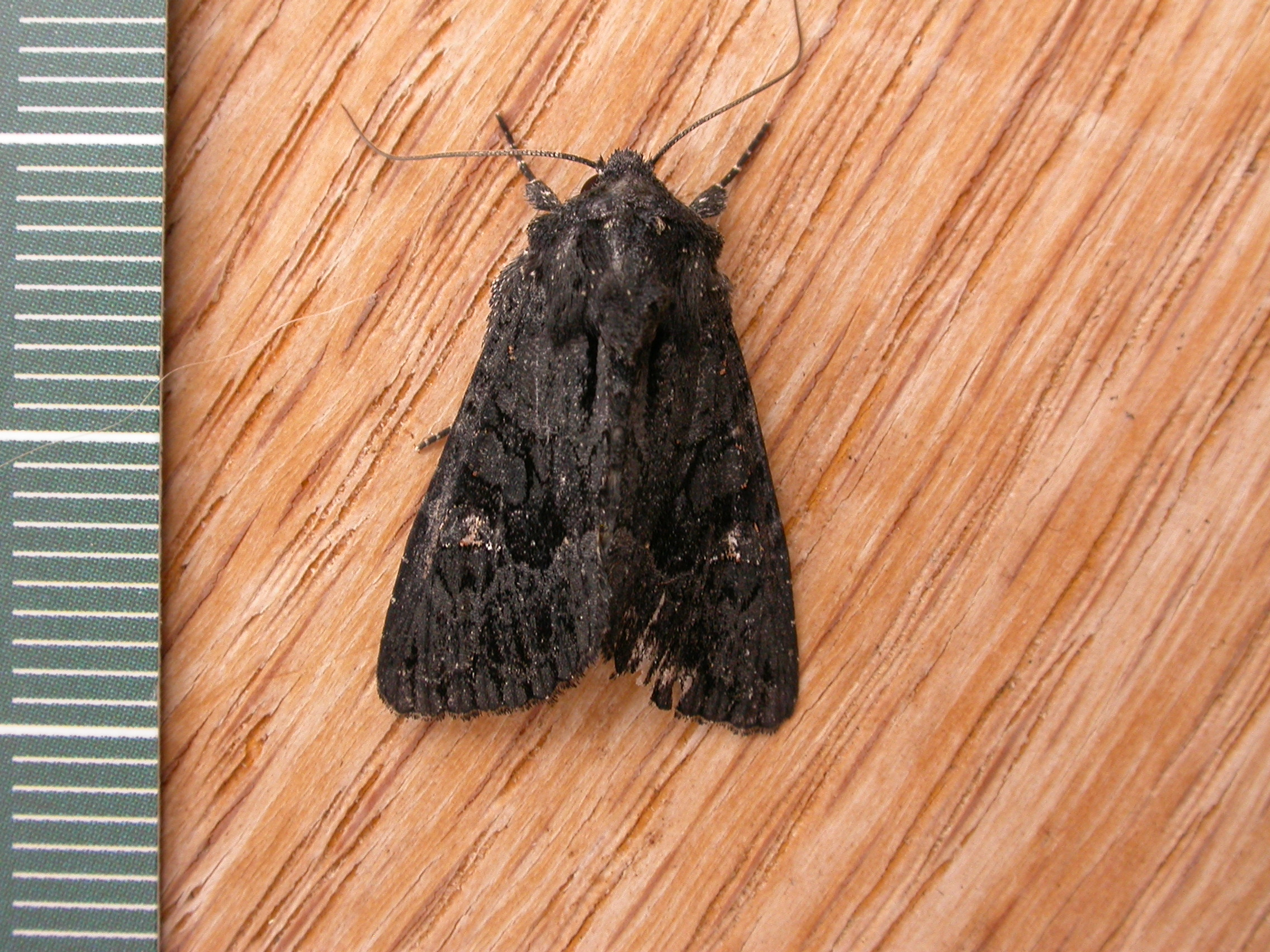
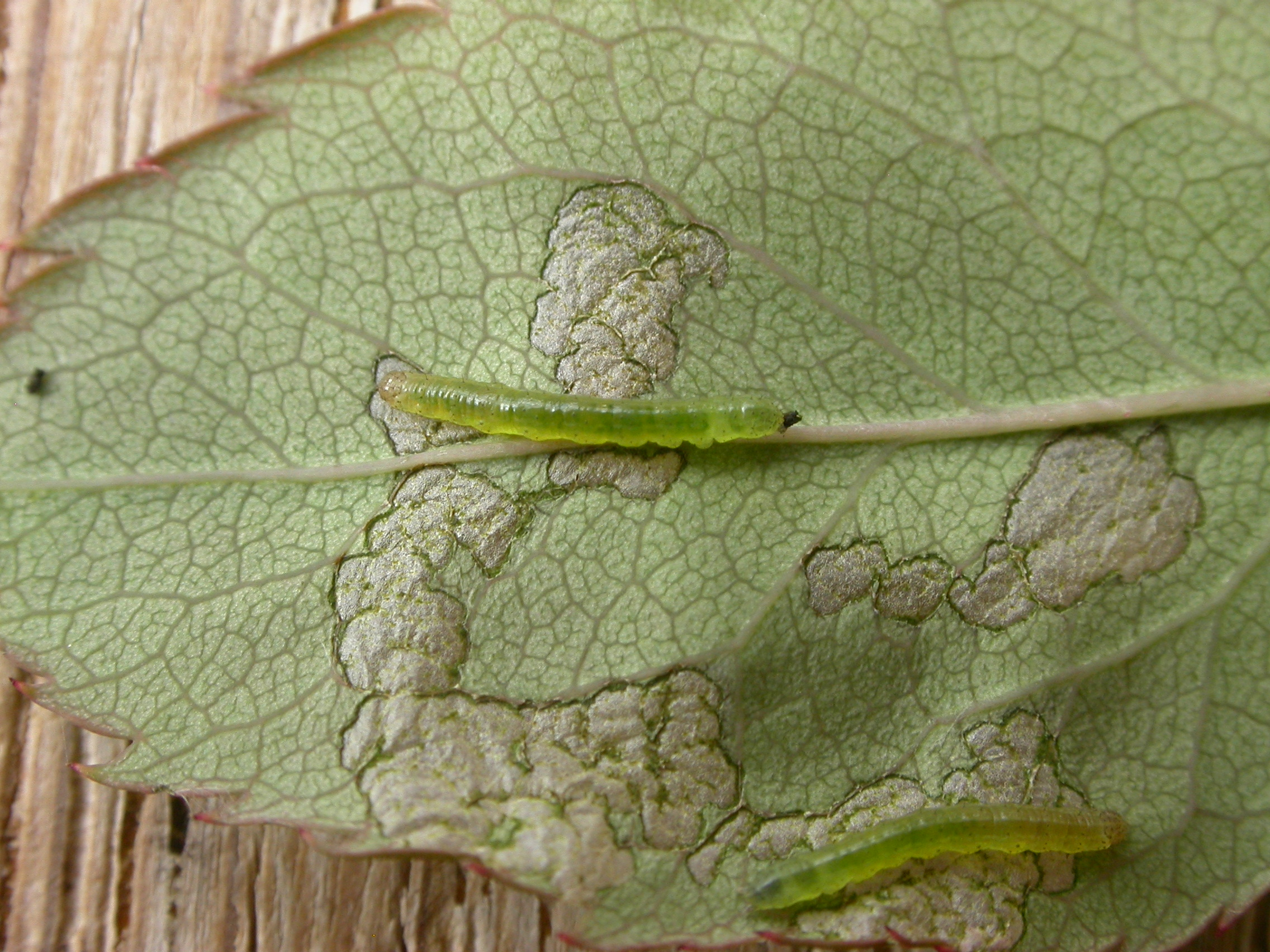
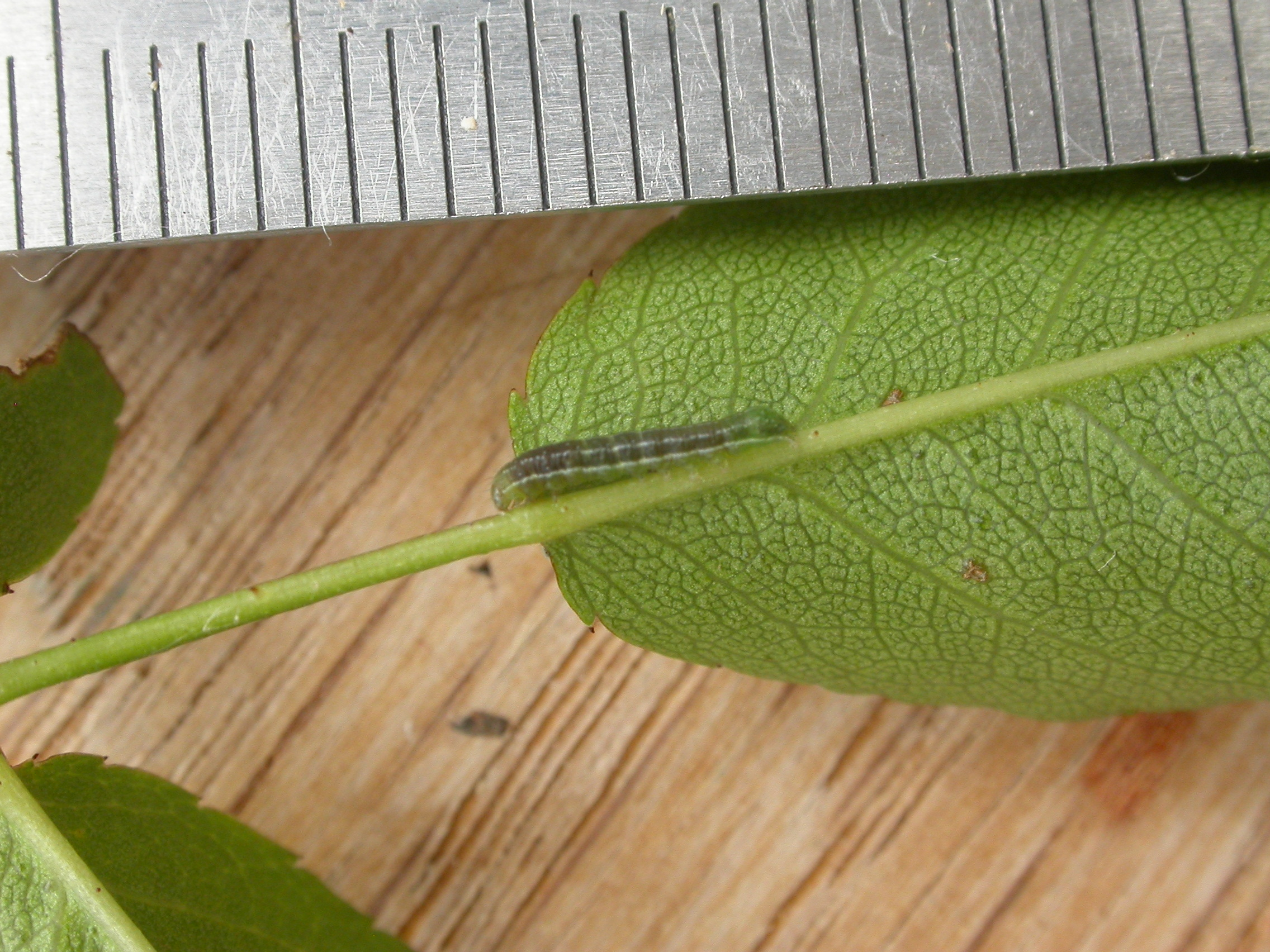
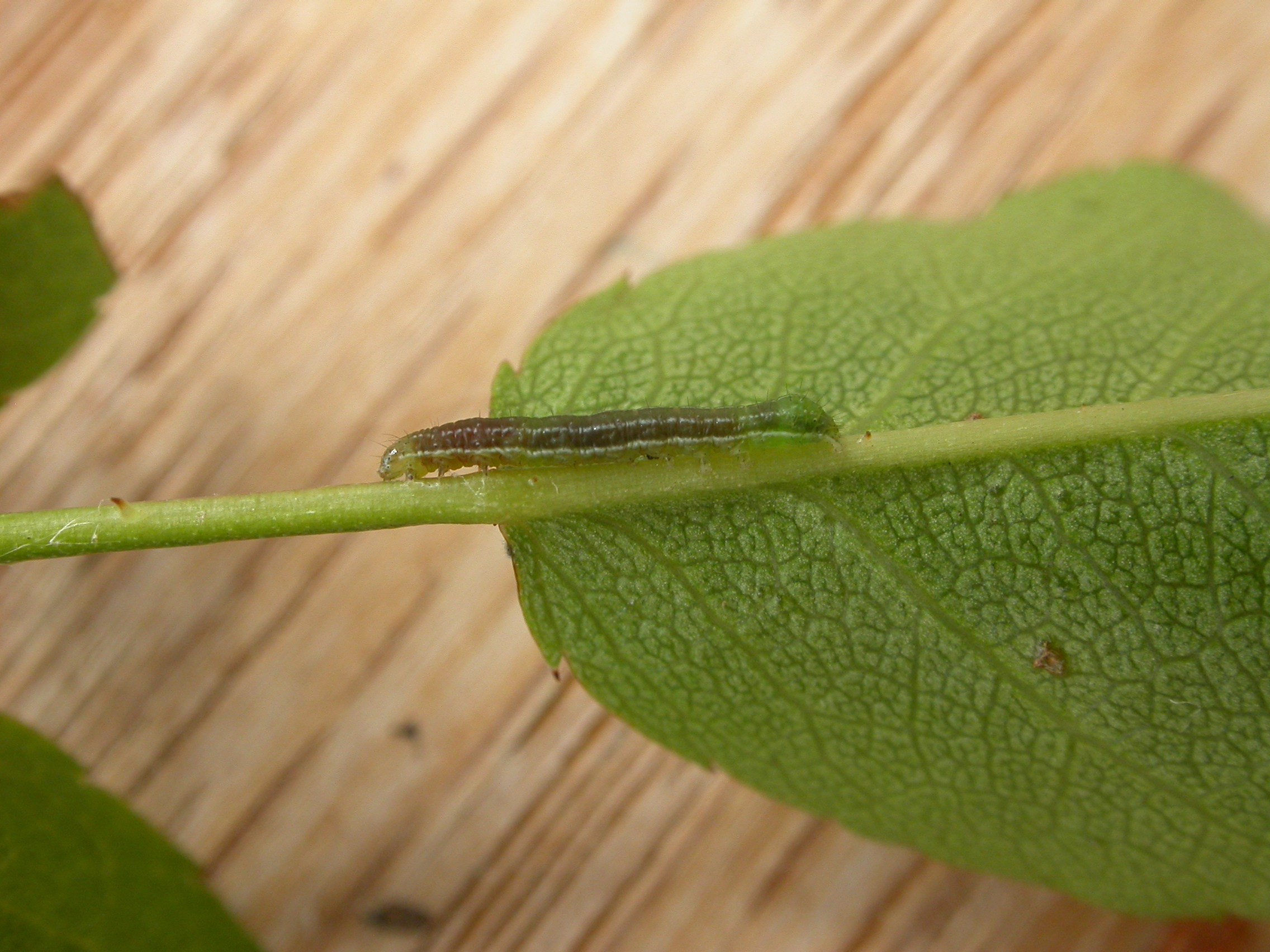